# Bernardo Romero Pereiro
Bernardo Romero Pereiro (Bogotá, 23 de marzo de 1942-Bogotá, 3 de agosto de 2005) fue un actor, director y guionista de televisión colombiano.

## Biografía
Hijo de Bernardo Romero Lozano y Carmen de Lugo (de nacionalidad española, nombre de pila Anuncia Pereiro Lopera, posteriormente también conocida como Anuncia de Romero). Se casó con la actriz Judy Henríquez el 13 de diciembre de 1968. Tuvieron dos hijas, Adriana y Ximena. 
Fue director original de la programadora de televisión Coestrellas. 
Falleció en Bogotá a la edad de 63 años, a causa de una enfermedad respiratoria.

## Trayectoria

### Como guionista
Historias originales
- Lorena (2005) ... Telenovela
- Siete veces Amada (2002) ... Telenovela
- Amores... querer con alevosía (2001) ... Telenovela
- Golpe bajo (2000) ... Telenovela
- La vida en el espejo (1999) ... Telenovela
- Divorciada (1999) ... Telenovela
- Hermosa Niña (1998) ... Telenovela
- Hilos invisibles (1998) ... Seriado
- Las Juanas (1997) ... Telenovela
- Copas amargas (1996) ... Seriado
- Los cuentos de Bernardo Romero (1995) ... incluye los siguientes seriados:
  - Cara o sello: Dos rostros de mujer (1995) ... Mini Telenovela
  - Oro (1995) ... Mini Telenovela
  - Victoria (1995) ...Mini Telenovela
- Leche (1995-1996) ... Seriado
- Sueños y espejos (1995-1996) ... Seriado
- Eternamente Manuela (1995) ... Telenovela
- Momposina (1995) ... Seriado
- A mí que me esculquen (1994) ... Seriado
- Señora Isabel (1993) ... Seriado
- La potra Zaina (1993) ... Telenovela
- La fuerza del poder (1993) ... Seriado
- Escalona (1992) ... Seriado
- Puerta Grande (1992) ... Seriado
- Sangre de lobos (1991) ... Telenovela
- Don Camilo (1991) ... Seriado
- Calamar (1989) ... Telenovela
- Caballo viejo (1988) ... Telenovela
- Te quiero pecas (1988-1994) ... Seriado
- Tremenda pareja (1988) ... Seriado
- Dejémonos de vainas (1984-1998) ... Seriado
- El cuento del domingo (1980-1993) ... Seriado
- La mala hora (1976) ... Seriado
- Canción en el alma (1972) ... Película
- Crónica de un amor (1969-1970) ... Telenovela
- Candó (1969) ... Telenovela
- Dos rostros, una vida (1968) ... Telenovela
- Casi un extraño (1968) ... Telenovela
- Cada voz lleva su angustia (1965) ... Película
- Simplemente el verano (1962) ... Teleteatro

Nuevas versiones de sus historias
- Ana de nadie (2023) (RCN Televisión) (nueva versión de  Señora Isabel)
- Dejemonos de Vargas (2022) (RCN Televisión) (spin-off de  Dejémonos de vainas)
- La venganza de las Juanas (2021) (Netflix) (nueva versión de Las Juanas)
- Si nos dejan (2021) (Televisa) (nueva versión de Señora Isabel)
- Hijas de la luna (2018) (Televisa) (Nueva versión de Las Juanas)
- Victoria (2007-2008) (R.T.I./Telemundo) (nueva versión de Señora Isabel)
- La marca del deseo (2007) (Univision/RCN) (nueva versión de Las Juanas)
- Apuesta por un amor (2004) (Televisa) (nueva versión de La potra Zaina)
- Las Juanas (2004) (TV Azteca) (nueva versión de Las Juanas)
- Nunca digas adeus (2001) (TVI) (nueva versión de Señora Isabel)
- Enséñame a querer (1998) (Venevisión) (nueva versión de Caballo viejo)
- Tentaciones (1998) (TV Azteca) (nueva versión de Sangre de lobos)
- Mirada de mujer (1997) (TV Azteca) (nueva versión de Señora Isabel)

Adaptaciones
- Todo por amor (2001) ... Telenovela (adaptación de La madre) original de Mónica Agudelo.
- Estafa de amor (1971) ... ... Telenovela (adaptación de la radionovela El engaño) original de Caridad Bravo Adams.
- La sombra de un pecado (1970) ... Telenovela (adaptación de la radionovela La sombra de un pecado) original de Jorge Barral.

### Como director
- Momposina (1995).... Seriado
- O todos en la cama (1994).... Seriado
- Calamar (1989).... Telenovela
- San Tropel (1987).... Telenovela
- Ver para aprender (1985).... Veriedades
- El virrey Solís (1981).... Telenovela
- Chispirrimiringuirichi (1980s).... Veriedades
- Biografías (1980s).... Variedades
- Pacheco insólito (1980s).... Variedades
- Cuentos del domingo (1979-1980)
- Compremos la orquesta (1979).... Concurso
- Un largo camino (1977).... Telenovela

## Como actor
- Destino: la ciudad (1967).... Telenovela
- Semáforo en rojo (1963) Película
- Simplemente en verano (1962).... Teleteatro
- La muerte de un viajante (1957).... Teleteatro
- La frontera del sueño (1957).... Película
- El niño del pantano (1954).... Seriado que fue el primer dramatizado de la televisión colombiana y que dirigió su padre.
- Con la cara hacia la noche
- Aquí también moja la lluvia
- En las tinieblas
- El principito.... Teatro

## Premios y nominaciones

### Premios India Catalina
| Año  | Categoría                                       | Telenovela o Serie                  | Resultado |
| ---- | ----------------------------------------------- | ----------------------------------- | --------- |
| 1998 | Premio Víctor Nieto a toda una vida             | Premio Víctor Nieto a toda una vida | Ganador   |
| 1998 | Mejor historia y libreto original de telenovela | Las Juanas                          | Nominado  |
| 1996 | Mejor historia y libreto original de telenovela | Sueños y espejos                    | Nominado  |
| 1995 | Mejor director                                  | Momposina                           | Nominado  |
| 1995 | Mejor historia y libreto original de telenovela | Momposina                           | Nominado  |
| 1995 | Mejor historia y libreto original de telenovela | Señora Isabel                       | Nominado  |
| 1993 | Mejor historia y libreto original de telenovela | Sangre de lobos                     | Nominado  |
| 1992 | Mejor historia y libreto original de telenovela | Escalona                            | Ganador   |
| 1988 | Mejor historia y libreto original de telenovela | Caballo viejo                       | Ganador   |
| 1985 | Mejor historia y libreto original de telenovela | Camelias al amanecer                | Nominado  |
| 1985 | Mejor director                                  | El cuento del domingo - Electra     | Ganador   |

### Premios Tv y Novelas
| Año  | Categoría          | Telenovela o Serie | Resultado |
| ---- | ------------------ | ------------------ | --------- |
| 2005 | A toda una vida    | A toda una vida    | Ganador   |
| 2000 | Director del Siglo | Director del Siglo | Ganador   |
| 1998 | Mejor libretista   | Las Juanas         | Nominado  |
| 1996 | Mejor libretista   | Sueños y espejos   | Ganador   |
| 1995 | Mejor director     | Momposina          | Nominado  |
| 1995 | Mejor libretista   | Señora Isabel      | Ganador   |
| 1994 | Mejor libretista   | La potra Zaina     | Nominado  |

### Premios Simón Bolívar
| Año  | Categoría                             | Telenovela o Serie                    | Resultado |
| ---- | ------------------------------------- | ------------------------------------- | --------- |
| 1997 | Mejor Libretos de Telenovela          | Las Juanas                            | Ganador   |
| 1995 | Mejor Libretos                        | Eternamente Manuela                   | Ganador   |
| 1991 | Mejor Libretos                        | Escalona                              | Ganador   |
| 1991 | Mejor Argumentos                      | Escalona                              | Ganador   |
| 1990 | A Toda una Vida - Gran Bolívar de Oro | A Toda una Vida - Gran Bolívar de Oro | Ganador   |
| 1988 | Mejor libreto                         | Caballo viejo                         | Ganador   |

### Otros premios
- Premio de la Asociación de Periodistas del Espectáculo (APE) al mejor director por La mala hora.
- Premio El Tiempo como mejor director escénico.
- Premio de la Asociación de Periodistas del Espectáculo (APE) por su labor de conjunto.
- Premio de la Asociación de Periodistas del Espectáculo (APE) como mejor director, por La ralea, de la miniserie Cuentos del domingo.
- Premio El Tiempo a mejor director por Cuentos del domingo, compartido con Julio César Luna.
- Premio Esmeralda al mejor director.
- 3 Premios Antena a Mejor Director
- Premio Nemqueteba
- Placa Caracol
- Gloria de la TV